# Bandositat
Entre l'edat mitjana i l'edat moderna una bandositat era una guerra privada entre nobles (o a vegades entre persones d'altres estaments). La mateixa paraula s'usava també com a equivalent de bàndol, és a dir el conjunt de seguidors d'una de les parts, (o fins i tot es podien referir a mobilitzacions populars). Els motius de la baralla podien ser tant per la reclamació mútua d'unes terres (jurisdiccions, propietats...) com també per qüestions d'orgull (honor, venjances...).
Quan esclatava un enfrontament entre dues faccions enemigues els líders de cadascuna mobilitzaven tants vassalls com podien per tal d'anar a guerrejar (a fer bandositats). Cada bàndol, doncs, el conformaven grups de gent amb relacions entre si de dependència familiar o feudal molt ben delimitades. A més a més procuraven engruixir el nombre de seguidors a través apel·lant a les relacions de clientalars (més difuses que les anteriors) o simplement contractant quadrilles de gent armada disposada a la lluita. Al llarg del temps que durava el conflicte, els seguidors de cada part podien ser estables al costat del cap del bàndol o bé mostrar-se només eventualment disponibles per alguna acció. De fet emergien i s'apagaven segons els esdeveniments de la disputa o per circumstàncies oportunistes o amb l'assoliment de beneficis immediats.
En cap cas arribaven a estructurar-se de manera permanent (per exemple en un exèrcit o milícia) ni tampoc arribaven a distingir-se per una ideologia singular que els identifiqués (els motius de la disputa solien ser molt prosaics). No obstant això, sota les bandositats sovint s'hi podia amagar tot el ventall típic de les conflictivitats socials de l'època.
Amb el temps, les bandositats formals es van anar degradant fins a configurar un nou fenomen menys definit i amb protagonistes menys aristòcrates i més populars: el bandolerisme.

## Exemples de bandositats
- Catalunya (s. XVI-XVII) bandositats entre nyerros i cadells.[2]
- País Valencià: bandositats del Regne de València
- Mallorca: Bàndols a Mallorca